# Fyrskib No. X

Fyrskib No. X är ett tidigare danskt fyrskepp som byggdes i ek efter engelska ritningar på De Forenede Oplagspladser og Værfter i Christianshavn år 1877.
Fartyget som saknade motor och måste släpas på plats lades ut på positionen Skagens Rev år 1878 och flyttades 1887 till Læsø Trindel. Från 1899 till 1908 låg hon på positionen Vyl och därefter som reserv på olika platser.
Efter avslutad tjänst demonterades fyrtornet och år 1971 såldes fyrskeppet till Christian Egelborgs Fabrikker i Holbæk som förläggning för utländsk arbetskraft. Man  fick dock inget tillstånd av myndigheterna så fartyget såldes vidare till segelsällskapet i Hobro som använde det som klubbhus till 1978.
Efter ett ägarbyte återfick hon sitt fyrtorn, byggdes om till restaurang och förtöjdes i Frederiksholms Kanal i Köpenhamn. Hon bytte ägare efter en konkurs och flyttades till Helsingör. År 1997 såldes fyrskeppet till Storbritannien och bogserades till Rochester där hon togs in på varv för renovering innan hon blev restaurang i London.
I maj 2008 bogserades fyrskeppet  tillbaka till Danmark för att bli restaurang i Köpenhamn och efter diverse missöden övertogs fartyget av ett privat par som har inrett det till bostad.